# Tournoi du Japon de rugby à sept 2013
Navigation
2012 2014
Le Tournoi du Japon de rugby à sept 2013 (anglais : Japan rugby sevens 2013) est la 6e étape la saison 2012-2013 du IRB Sevens World Series. Elle se déroule les 30 et 31 mars 2013 au Chichibunomiya Stadium à Tokyo, en Japon.
La victoire finale revient à l'équipe d'Afrique du Sud, battant en finale l'équipe de Nouvelle-Zélande sur le score de 24 à 19.

## Équipes participantes
Seize équipes participent au tournoi :
- Afrique du Sud
- Angleterre
- Argentine
- Australie
- Canada
- Espagne
- Fidji
- France
- Pays de Galles
- Japon
- Kenya
- Nouvelle-Zélande
- Portugal
- Samoa
- Écosse
- États-Unis

## Phase de poules

### Poule A
| Rang | Pays           | J | V | N | D | Pm | Pe | Diff | Pts |
| ---- | -------------- | - | - | - | - | -- | -- | ---- | --- |
| 1    | Fidji          | 3 | 3 | 0 | 0 | 80 | 24 | +56  | 9   |
| 2    | Afrique du Sud | 3 | 2 | 0 | 1 | 66 | 36 | +30  | 7   |
| 3    | Espagne        | 3 | 1 | 0 | 2 | 29 | 73 | -44  | 5   |
| 4    | Portugal       | 3 | 0 | 0 | 3 | 21 | 63 | -42  | 3   |

|  | Fidji | 34 - 7 | Portugal | Chichibunomiya Stadium, Tokyo |
|  |       |        |          | Chichibunomiya Stadium, Tokyo |
|  |       |        |          | Chichibunomiya Stadium, Tokyo |

|  | Afrique du Sud | 42 - 7 | Espagne | Chichibunomiya Stadium, Tokyo |
|  |                |        |         | Chichibunomiya Stadium, Tokyo |
|  |                |        |         | Chichibunomiya Stadium, Tokyo |

|  | Afrique du Sud | 12 - 0 | Portugal | Chichibunomiya Stadium, Tokyo |
|  |                |        |          | Chichibunomiya Stadium, Tokyo |
|  |                |        |          | Chichibunomiya Stadium, Tokyo |

|  | Fidji | 17 - 5 | Espagne | Chichibunomiya Stadium, Tokyo |
|  |       |        |         | Chichibunomiya Stadium, Tokyo |
|  |       |        |         | Chichibunomiya Stadium, Tokyo |

|  | Espagne | 17 - 14 | Portugal | Chichibunomiya Stadium, Tokyo |
|  |         |         |          | Chichibunomiya Stadium, Tokyo |
|  |         |         |          | Chichibunomiya Stadium, Tokyo |

|  | Fidji | 29 - 12 | Afrique du Sud | Chichibunomiya Stadium, Tokyo |
|  |       |         |                | Chichibunomiya Stadium, Tokyo |
|  |       |         |                | Chichibunomiya Stadium, Tokyo |

### Poule B
| Rang | Pays           | J | V | N | D | Pm | Pe | Diff | Pts |
| ---- | -------------- | - | - | - | - | -- | -- | ---- | --- |
| 1    | Écosse         | 3 | 2 | 1 | 0 | 36 | 22 | +14  | 8   |
| 2    | États-Unis     | 3 | 1 | 1 | 1 | 46 | 55 | -9   | 6   |
| 3    | Pays de Galles | 3 | 1 | 0 | 2 | 65 | 51 | +14  | 5   |
| 4    | Kenya          | 3 | 1 | 0 | 2 | 36 | 55 | -19  | 5   |

|  | Pays de Galles | 33 - 15 | Kenya | Chichibunomiya Stadium, Tokyo |
|  |                |         |       | Chichibunomiya Stadium, Tokyo |
|  |                |         |       | Chichibunomiya Stadium, Tokyo |

|  | États-Unis | 12 - 12 | Écosse | Chichibunomiya Stadium, Tokyo |
|  |            |         |        | Chichibunomiya Stadium, Tokyo |
|  |            |         |        | Chichibunomiya Stadium, Tokyo |

|  | Kenya | 21 - 10 | États-Unis | Chichibunomiya Stadium, Tokyo |
|  |       |         |            | Chichibunomiya Stadium, Tokyo |
|  |       |         |            | Chichibunomiya Stadium, Tokyo |

|  | Écosse | 12 - 10 | Pays de Galles | Chichibunomiya Stadium, Tokyo |
|  |        |         |                | Chichibunomiya Stadium, Tokyo |
|  |        |         |                | Chichibunomiya Stadium, Tokyo |

|  | Écosse | 12 - 0 | Kenya | Chichibunomiya Stadium, Tokyo |
|  |        |        |       | Chichibunomiya Stadium, Tokyo |
|  |        |        |       | Chichibunomiya Stadium, Tokyo |

|  | États-Unis | 24 - 22 | Pays de Galles | Chichibunomiya Stadium, Tokyo |
|  |            |         |                | Chichibunomiya Stadium, Tokyo |
|  |            |         |                | Chichibunomiya Stadium, Tokyo |

### Poule C
| Rang | Pays             | J | V | N | D | Pm | Pe | Diff | Pts |
| ---- | ---------------- | - | - | - | - | -- | -- | ---- | --- |
| 1    | Nouvelle-Zélande | 3 | 3 | 0 | 0 | 89 | 24 | +65  | 9   |
| 2    | France           | 3 | 1 | 0 | 2 | 50 | 55 | -5   | 5   |
| 3    | Canada           | 3 | 1 | 0 | 2 | 44 | 55 | -11  | 5   |
| 4    | Japon            | 3 | 1 | 0 | 2 | 26 | 75 | -49  | 5   |

|  | Nouvelle-Zélande | 22 - 12 | Canada | Chichibunomiya Stadium, Tokyo |
|  |                  |         |        | Chichibunomiya Stadium, Tokyo |
|  |                  |         |        | Chichibunomiya Stadium, Tokyo |

|  | France | 24 - 7 | Japon | Chichibunomiya Stadium, Tokyo |
|  |        |        |       | Chichibunomiya Stadium, Tokyo |
|  |        |        |       | Chichibunomiya Stadium, Tokyo |

|  | Canada | 22 - 19 | France | Chichibunomiya Stadium, Tokyo |
|  |        |         |        | Chichibunomiya Stadium, Tokyo |
|  |        |         |        | Chichibunomiya Stadium, Tokyo |

|  | Nouvelle-Zélande | 41 - 5 | Japon | Chichibunomiya Stadium, Tokyo |
|  |                  |        |       | Chichibunomiya Stadium, Tokyo |
|  |                  |        |       | Chichibunomiya Stadium, Tokyo |

|  | Japon | 14 - 10 | Canada | Chichibunomiya Stadium, Tokyo |
|  |       |         |        | Chichibunomiya Stadium, Tokyo |
|  |       |         |        | Chichibunomiya Stadium, Tokyo |

|  | Nouvelle-Zélande | 26 - 7 | France | Chichibunomiya Stadium, Tokyo |
|  |                  |        |        | Chichibunomiya Stadium, Tokyo |
|  |                  |        |        | Chichibunomiya Stadium, Tokyo |

### Poule D
| Rang | Pays       | J | V | N | D | Pm | Pe | Diff | Pts |
| ---- | ---------- | - | - | - | - | -- | -- | ---- | --- |
| 1    | Samoa      | 3 | 3 | 0 | 0 | 74 | 49 | +25  | 9   |
| 2    | Australie  | 3 | 2 | 0 | 1 | 71 | 45 | +26  | 7   |
| 3    | Angleterre | 3 | 1 | 0 | 2 | 71 | 64 | +7   | 5   |
| 4    | Argentine  | 3 | 0 | 0 | 3 | 21 | 79 | -58  | 3   |

|  | Samoa | 26 - 14 | Australie | Chichibunomiya Stadium, Tokyo |
|  |       |         |           | Chichibunomiya Stadium, Tokyo |
|  |       |         |           | Chichibunomiya Stadium, Tokyo |

|  | Angleterre | 31 - 7 | Argentine | Chichibunomiya Stadium, Tokyo |
|  |            |        |           | Chichibunomiya Stadium, Tokyo |
|  |            |        |           | Chichibunomiya Stadium, Tokyo |

|  | Samoa | 31 - 21 | Angleterre | Chichibunomiya Stadium, Tokyo |
|  |       |         |            | Chichibunomiya Stadium, Tokyo |
|  |       |         |            | Chichibunomiya Stadium, Tokyo |

|  | Australie | 31 - 0 | Argentine | Chichibunomiya Stadium, Tokyo |
|  |           |        |           | Chichibunomiya Stadium, Tokyo |
|  |           |        |           | Chichibunomiya Stadium, Tokyo |

|  | Samoa | 17 - 14 | Argentine | Chichibunomiya Stadium, Tokyo |
|  |       |         |           | Chichibunomiya Stadium, Tokyo |
|  |       |         |           | Chichibunomiya Stadium, Tokyo |

|  | Australie | 26 - 19 | Angleterre | Chichibunomiya Stadium, Tokyo |
|  |           |         |            | Chichibunomiya Stadium, Tokyo |
|  |           |         |            | Chichibunomiya Stadium, Tokyo |

## Phase finale
Résultats de la phase finale

### Tournois principaux

#### Cup
|  | Quarts de finale | Quarts de finale |                  |           | Demi-finales           | Demi-finales |  |  | Finale | Finale |
|  | Quarts de finale | Quarts de finale |                  |           | Demi-finales           | Demi-finales |  |  | Finale | Finale |
|  |                  |                  |                  |           |                        |              |  |  |        |        |
|  |                  |                  |                  |           |                        |              |  |  |        |        |
|  |                  |                  |                  |           |                        |              |  |  |        |        |
|  | Afrique du Sud   | 19               |                  |           |                        |              |  |  |        |        |
|  | Afrique du Sud   | 19               |                  |           |                        |              |  |  |        |        |
|  | Samoa            | 12               |                  |           |                        |              |  |  |        |        |
|  | Samoa            | 12               | Afrique du Sud   | 14        |                        |              |  |  |        |        |
|  |                  |                  | Afrique du Sud   | 14        |                        |              |  |  |        |        |
|  |                  | France           | 12               |           |                        |              |  |  |        |        |
|  | France           | France           | 12               | 14        |                        |              |  |  |        |        |
|  | France           |                  |                  | 14        |                        |              |  |  |        |        |
|  | Écosse           | 10               |                  |           |                        |              |  |  |        |        |
|  | Écosse           | 10               | Afrique du Sud   | 24        |                        |              |  |  |        |        |
|  |                  |                  | Afrique du Sud   | 24        |                        |              |  |  |        |        |
|  |                  | Nouvelle-Zélande | 19               |           |                        |              |  |  |        |        |
|  | Nouvelle-Zélande | Nouvelle-Zélande | 19               | 19        |                        |              |  |  |        |        |
|  | Nouvelle-Zélande |                  |                  | 19        |                        |              |  |  |        |        |
|  | États-Unis       | 12               |                  |           |                        |              |  |  |        |        |
|  | États-Unis       | 12               | Nouvelle-Zélande | 35        |                        |              |  |  |        |        |
|  |                  |                  | Nouvelle-Zélande | 35        | Match pour la 3e place |              |  |  |        |        |
|  |                  | Australie        | 17               |           |                        |              |  |  |        |        |
|  | Australie        | Australie        | 17               | 21        |                        |              |  |  |        |        |
|  | Australie        |                  |                  | 21        |                        |              |  |  |        |        |
|  | Fidji            | 12               |                  | Australie | 31                     |              |  |  |        |        |
|  | Fidji            | 12               |                  | Australie | 31                     |              |  |  |        |        |
|  |                  |                  |                  |           |                        |              |  |  | France | 7      |
|  |                  |                  |                  |           |                        |              |  |  | France | 7      |

#### Bowl
|  | Quarts de finale | Quarts de finale |            |    | Demi-finales | Demi-finales |  |  | Finale | Finale |
|  | Quarts de finale | Quarts de finale |            |    | Demi-finales | Demi-finales |  |  | Finale | Finale |
|  |                  |                  |            |    |              |              |  |  |        |        |
|  |                  |                  |            |    |              |              |  |  |        |        |
|  |                  |                  |            |    |              |              |  |  |        |        |
|  | Angleterre       | 40               |            |    |              |              |  |  |        |        |
|  | Angleterre       | 40               |            |    |              |              |  |  |        |        |
|  | Portugal         | 0                |            |    |              |              |  |  |        |        |
|  | Portugal         | 0                | Angleterre | 21 |              |              |  |  |        |        |
|  |                  |                  | Angleterre | 21 |              |              |  |  |        |        |
|  |                  | Pays de Galles   | 19         |    |              |              |  |  |        |        |
|  | Pays de Galles   | Pays de Galles   | 19         | 22 |              |              |  |  |        |        |
|  | Pays de Galles   |                  |            | 22 |              |              |  |  |        |        |
|  | Japon            | 14               |            |    |              |              |  |  |        |        |
|  | Japon            | 14               | Angleterre | 38 |              |              |  |  |        |        |
|  |                  |                  | Angleterre | 38 |              |              |  |  |        |        |
|  |                  | Argentine        | 0          |    |              |              |  |  |        |        |
|  | Argentine        | Argentine        | 0          | 14 |              |              |  |  |        |        |
|  | Argentine        |                  |            | 14 |              |              |  |  |        |        |
|  | Espagne          | 0                |            |    |              |              |  |  |        |        |
|  | Espagne          | 0                | Argentine  | 12 |              |              |  |  |        |        |
|  |                  |                  | Argentine  | 12 |              |              |  |  |        |        |
|  |                  | Kenya            | 10         |    |              |              |  |  |        |        |
|  | Kenya            | Kenya            | 10         | 17 |              |              |  |  |        |        |
|  | Kenya            |                  |            | 17 |              |              |  |  |        |        |
|  | Canada           | 5                |            |    |              |              |  |  |        |        |
|  | Canada           | 5                |            |    |              |              |  |  |        |        |

### Matchs de classement

#### Plate
|  | Demi-finales | Demi-finales |            |    | Finale | Finale |
|  | Demi-finales | Demi-finales |            |    | Finale | Finale |
|  |              |              |            |    |        |        |
|  |              |              |            |    |        |        |
|  |              |              |            |    |        |        |
|  | États-Unis   | 21           |            |    |        |        |
|  | États-Unis   | 21           |            |    |        |        |
|  | Fidji        | 19           |            |    |        |        |
|  | Fidji        | 19           | États-Unis | 17 |        |        |
|  |              |              | États-Unis | 17 |        |        |
|  |              | Écosse       | 0          |    |        |        |
|  | Écosse       | Écosse       | 0          | 21 |        |        |
|  | Écosse       |              |            | 21 |        |        |
|  | Samoa        | 17           |            |    |        |        |
|  | Samoa        | 17           |            |    |        |        |

#### Shield
|  | Demi-finales | Demi-finales |        |    | Finale | Finale |
|  | Demi-finales | Demi-finales |        |    | Finale | Finale |
|  |              |              |        |    |        |        |
|  |              |              |        |    |        |        |
|  |              |              |        |    |        |        |
|  | Canada       | 38           |        |    |        |        |
|  | Canada       | 38           |        |    |        |        |
|  | Espagne      | 0            |        |    |        |        |
|  | Espagne      | 0            | Canada | 27 |        |        |
|  |              |              | Canada | 27 |        |        |
|  |              | Japon        | 14     |    |        |        |
|  | Japon        | Japon        | 14     | 19 |        |        |
|  | Japon        |              |        | 19 |        |        |
|  | Portugal     | 15           |        |    |        |        |
|  | Portugal     | 15           |        |    |        |        |

## Bilan
Statistiques sportives
- Meilleur marqueur du tournoi :
- Meilleur réalisateur du tournoi :

Affluences